# حزقيال كارلوس فلوريس
حزقيال كارلوس فلوريس هو شاعر كوبي، ولد في 1962 في هافانا في كوبا، وتوفي بنفس المكان في سبتمبر 2016.